# Wybory parlamentarne w Holandii w 1963 roku

## Wybory w Holandii w roku 1963
Na skutek wyborów do parlamentu dostało się 10 partii. Do obsadzenia było 150 mandatów. Wybory wygrała Katolicka Partia Ludowa

### Wyniki
| Partia                                  | Wynik | Zmiana |
| --------------------------------------- | ----- | ------ |
| Partia Pracy                            | 43    | -5     |
| Katolicka Partia Ludowa                 | 50    | +1     |
| Partia Antyrewolucyjna                  | 13    | -1     |
| Unia Historycznych Chrześcijan          | 13    | +1     |
| Partia Ludowa dla Wolności i Demokracji | 16    | -3     |
| Komunistyczna Partia Holandii           | 4     | +1     |
| Pacyfistyczna Partia Socjalistyczna     | 4     | +2     |
| Partia Chłopska                         | 3     | +3     |
| Zreformowana Partia Polityczna          | 3     | -      |
| Zreformowana Unia Polityczna            | 1     | +1     |
| Suma                                    | 150   |        |

#### Po wyborach
Po wyborach zawiązana została koalicja katolików, antyrewolucjonistów, historycznych chrześcijan i liberałów, z Marijnen (katolikiem) jako premierem. Rząd upadł w 1965. Od tego roku krajem rządziła koalicja katolików, socjalistów i antyrewolucjonistów, mająca za premiera Calsa (katolik).